# جون أوبراين (ملاكم)
جون أوبراين (بالإنجليزية: John O'Brien)‏ (20 فبراير 1937 بغلاسكو في المملكة المتحدة - 30 مارس 1979) هو ملاكم بريطاني، صنّف ضمن فئة وزن الريشة السوبر ‏ ووزن الخفيف ووزن الريشة ‏ ووزن خفيف الوسط ‏.

## إحصائيات
خاض خلال مسيرته 47 نزالا.

## روابط خارجية
- جون أوبراين على موقع بوكس ريك (الإنجليزية) (registration required)